# Liste jüdischer Friedhöfe in Belgien
Die Liste jüdischer Friedhöfe in Belgien gibt bisher nur einen sehr kleinen Überblick zu jüdischen Friedhöfen (Cimetières juifs) in Belgien: Es handelt sich um Friedhöfe, für die in Wikimedia Commons Fotos vorliegen oder eigene Artikel in der französischsprachigen Wikipedia. Die Sortierung erfolgt alphabetisch nach den Ortsnamen. In der deutschsprachigen Wikipedia existieren bisher erst zwei Artikel über jüdische Friedhöfe in Belgien.

## Liste der Friedhöfe
| Bezeichnung                 | Bild           | Ort                                                                             | Weitere Informationen |
| --------------------------- | -------------- | ------------------------------------------------------------------------------- | --------------------- |
| Jüdischer Friedhof (Arlon)  | weitere Bilder | Arlon (Lage)                                                                    | siehe                 |
| Jüdischer Friedhof (Dieweg) | weitere Bilder | im Friedhof am Dieweg (Cimetière du Dieweg) im Brüsseler Stadtteil Uccle (Lage) | siehe und             |